# Агафуров, Зайнетдин Хисаметдинович
Зайнетдин Хисаметдинович Агафуров (27 января 1861 г., Екатеринбург — 19 июня 1924 г., Харбин) — татарский предприниматель и общественный деятель, купец II гильдии, один из основателей и главный распорядитель Торгового дома «Братья Агафуровы», потомственный почётный гражданин.

## Биография
Родился в г. Екатеринбурге в семье купца Хисаметдина Агафурова.
Не получив систематического образования, благодаря природным способностям и упорному труду, приобрел заслуженный авторитет как крупный предприниматель и общественный деятель.
Неоднократно избирался гласным (депутатом) Городской думы, где входил в состав Ревизионной комиссии.
Был членом Биржевого комитета в Екатеринбурге и Ирбите, председателем Котировочной комиссии при бирже Екатеринбурга, членом податных присутствий г. Екатеринбурга: промыслового и квартирного; членом учетных комитетов Екатеринбургских отделений Государственного и частных банков.
После образования по инициативе Агафуровых Мусульманского благотворительного общества стал его первым председателем.
В июне 1918 года был арестован большевиками как заложник, однако, вскоре был освобожден, в том числе, благодаря ходатайству мусульманской общественности.
После занятия Екатеринбурга белочехами был членом культурно-экономического совета Екатеринбурга. В августе 1918 года представлял городскую общественность на встрече с генералом С. Н. Войцеховским. В декабре 1918 года избран в Комитет по попечению о георгиевских кавалерах и их семьях, в мае 1919 года вошёл в комиссию по борьбе со спекуляцией и специальную комиссию для создания плана закупок на Дальнем Востоке.
После отступления белых войск из Екатеринбурга — в эмиграции сначала в Японии, потом в Харбине, где скоропостижно скончался от острого сердечного приступа 19 июня 1924 года. Похоронен в г. Харбине.

## Награды
В 1912 году за активную общественную и благотворительную деятельность был награжден Золотой медалью на Александровской ленте и званием Потомственного почетного гражданина.

## Семья
- Жена: Асма Садыковна Агафурова, родилась 25 января 1868 года в г. Троицк. Дочь троицкого коннозаводчика Садыка Абдрашитова. Активно занималась благотворительностью. Была пожизненным членом Екатеринбургского мусульманского благотворительного общества, попечительницей екатеринбургской мусульманской 5-классной школы для девочек, членом экзаменационной комиссии. Поддерживала девочек, желавших продолжить обучение в Троицке. Умерла 21 июня 1918 года в г. Екатеринбурге. Похоронена на старом мусульманском кладбище.
- Дети: Магира, Марьям, Нуритдин, Билялетдин, Бурханетдин, Искандер. Нуритдин погиб от землетрясения 1 сентября 1923 года и похоронен на кладбище в Йокогаме[1].